# 新千歳空港シアター
新千歳空港シアター（しんちとせくうこうシアター、英語: NEW CHITOSE AIRPORT THEATER）は、北海道千歳市の新千歳空港にある映画館。旧名称「じゃがポックルシアター」（英語: Jaga Pokkulu Theater）、「ソラシネマちとせ」（英語: SORA CINEMA CHITOSE）。

## 特色
新千歳空港国内線ターミナルビルの増築・改修に伴いオープンした施設の1つであり、日本国内初の「空港内の映画館」である。運営・経営は北海道空港のグループ会社である「株式会社えんれいしゃ」が行っている。
3スクリーンを有し、総座席数は377席ある。開館当初からデジタル上映に対応している他、北海道内初となるQSC製4WAYスピーカー（全スクリーン）、コトブキ製両肘付席（一般席）を導入した。
| シアターNo. | 座席数（車椅子席含む） | 備考           |
| ----------- | ---------------------- | -------------- |
| 1           | 231                    | 35mm映写機併用 |
| 2           | 73                     | 35mm映写機併用 |
| 3           | 73                     |                |

## 歴史

### 千歳市と映画館
かつて千歳市には1940年（昭和15年）開館の「千歳座」 を皮切りに「友楽映画劇場」「オリオン座」「公楽映画劇場」といった映画館が存在していた。しかしテレビの普及と共に映画の斜陽化が進み、1968年（昭和43年）にオリオン座、1970年（昭和45年）に公楽映画劇場が閉館。その後千歳座は1972年（昭和47年）に改築した「スカイタウンビル」 の5階でリニューアルオープン。同ビルの3階に友楽映画劇場が移転 した他、日活ロマンポルノ専門の「千歳にっかつ」も併設したが、1984年（昭和59年）4月に千歳市民文化センターがオープン すると、同年11月27日には千歳座3スクリーンが全館閉館 し、同市中心部から映画館が消滅した。
この状況を見た市民有志は「ちとせシネマ倶楽部」というサークルを立ち上げ、千歳市民文化センターで新作や旧作映画の上映会を年数回行っていたが、隣接する恵庭市にシネマコンプレックス「恵庭・東宝シネマ8」が2000年（平成12年）7月8日にオープンすると、サークル自体は自然消滅となっていった。
| 館名         | 所在地                | 観客定員数    | 営業年          |
| ------------ | --------------------- | ------------- | --------------- |
| 千歳座       | 清水町1丁目           | 1,000人→220人 | 1940年 - 1984年 |
| 友楽映画劇場 | 幸町3丁目→清水町1丁目 | 418人→208人   | 1952年 - 1984年 |
| オリオン座   | 朝日町2丁目           | 531人         | 1953年 - 1968年 |
| 公楽映画劇場 | 錦町3丁目             | 505人         | 1955年 - 1970年 |
| 千歳にっかつ | 清水町1丁目           | 56人          | 1972年 - 1984年 |

### 空港内映画館の開館
その後も千歳市民が主に恵庭市や苫小牧市、札幌市まで映画観賞に流れていったこともあり、市として映画館を誘致することは難しいとされていたが、2007年（平成19年）に北海道空港が新千歳空港の新国際線ターミナルビル建設に関連して国内線ターミナルビル増床時に映画館などを併設する基本設計を発表。国内線ターミナルビルは駐車場側に張り出す形で増築し、映画館に加えて温泉施設や娯楽施設などを備えた時間消費型、滞在型施設への転換を図った。
当初は2011年（平成23年）6月1日にオープンする予定であったが、同年3月に発生した東日本大震災の影響による工事の遅れから開業日を延期し、同年7月15日、同市内27年ぶりの映画館としてオープンした。名称についてはカルビーがネーミングライツ（命名権）を取得し、北海道限定品のスナック菓子「じゃがポックル」に因んで「じゃがポックルシアター」となっていたが、2016年（平成28年）7月15日から「ソラシネマちとせ」と改称。さらに2019年（平成31年）4月1日からは「新千歳空港シアター」となっている。

### 年表
- 2011年（平成23年）
  - 7月15日：「じゃがポックルシアター」として開館[16]。最初の上映作は『ハリー・ポッターと死の秘宝PART2』（デヴィッド・イェーツ監督）。
  - 9月：『アジア旅番組国際グランプリ』初開催[17]。
- 2013年（平成25年）
  - 5月：ワンコインシアター開始（2015年終了）[18][19]。
- 2014年（平成26年）
  - 10月31日 - 11月3日：『新千歳空港国際アニメーション映画祭』初開催。
- 2015年（平成27年）
  - 恵庭・東宝シネマ8の閉館（5月31日）に伴い、東宝配給のアニメ映画シリーズ（劇場版ポケットモンスター、ドラえもん映画作品等）の封切上映を引き継ぐ。
- 2016年（平成28年）
  - 7月15日：館名を「ソラシネマちとせ」と改称。
- 2018年（平成30年）
  - 北海道胆振東部地震（千歳市で震度6弱を観測[20]）の影響により、9月6日から10月5日まで1か月間休業した[注 5][22]。
- 2019年（平成31年/令和元年）
  - 4月1日：館名を「新千歳空港シアター」と改称。
  - 12月20日：この日封切の『スター・ウォーズ/スカイウォーカーの夜明け』（J・J・エイブラムス監督）より音響設備が7.1chにグレードアップされる。
- 2020年（令和2年）
  - 新型コロナウイルス感染拡大に伴う緊急事態宣言の影響により、3月4日から3月31日まで休業。同年4月1日より再開したが[23]、国が発した緊急事態宣言により4月18日から再休館[24]。営業再開が1か月半後の6月6日[25] と、先述の胆振東部地震を上回る長期休業になった。
- 2021年（令和3年）
  - 7月8日：この日封切の『ブラック・ウィドウ』（スカーレット・ヨハンソン主演）から4K RGBレーザープロジェクターを導入[26]。
  - 7月15日：「じゃがポックルシアター」から通算して開業10周年を迎えた。

## 参考資料
- “じゃがポックルシアター”. 港町キネマ通り. 2019年10月19日閲覧。